# 炎山镇
炎山镇，是中华人民共和国云南省昭通市昭阳区下辖的一个镇。
2012年9月22日，云南省人民政府批复同意撤销炎山乡，设立炎山镇。

## 行政区划
炎山镇下辖以下地区：
炎山村、松乐村、庙湾村、小田村、大沱村、屋角村、中寨村和大沟村。